# Monastère des Syriens

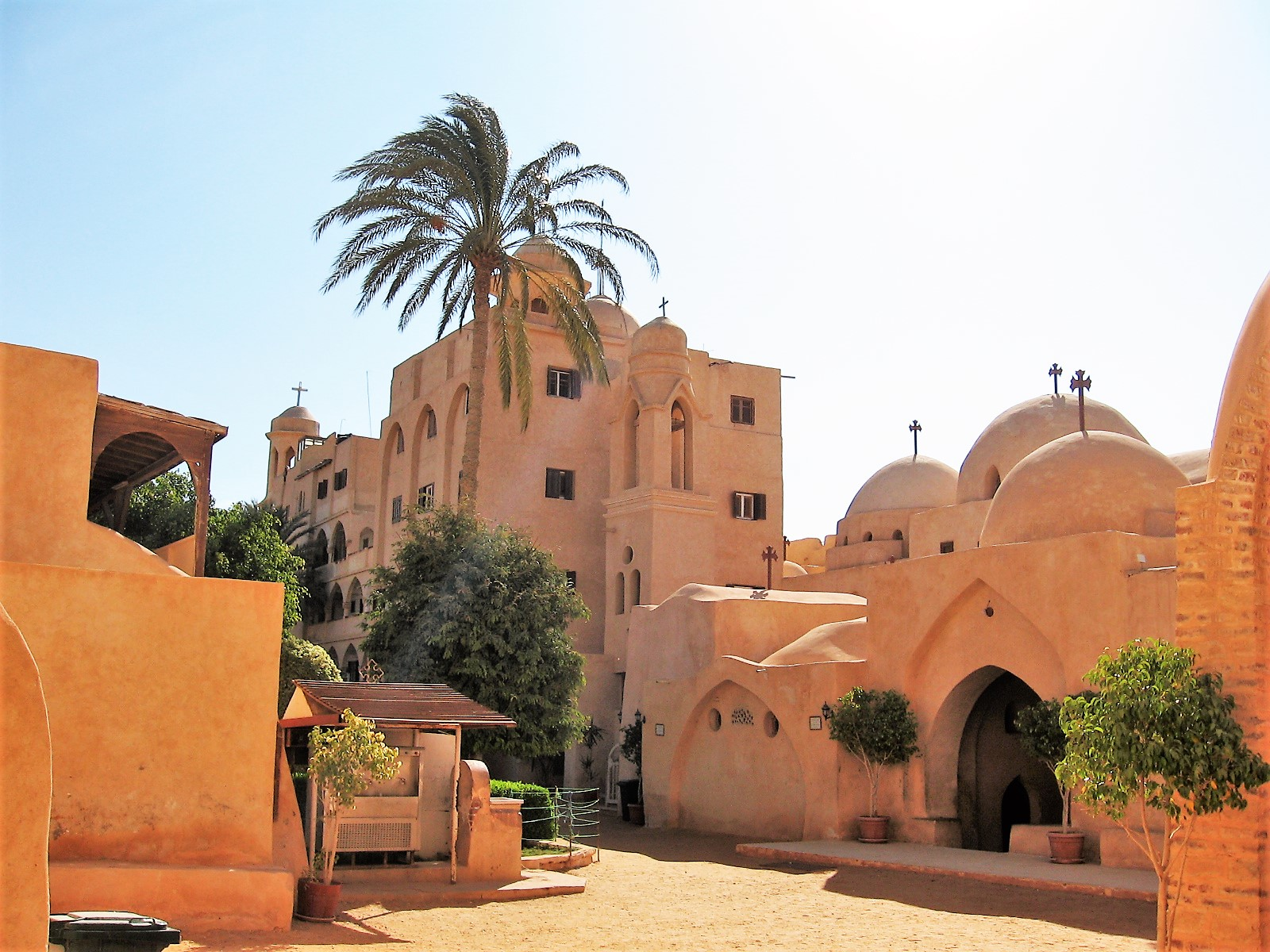
Monastère des Syriens à Wadi el Natrun (janvier 2008)

Le monastère des Syriens ou Deir al-Surian est un important monastère copte orthodoxe situé à cinq cents mètres au nord-ouest du monastère Saint-Bishoy, dans la région désertique du Wadi el Natrun en Égypte.

## Histoire
Le monastère a été fondé au VIe siècle.
Le monastère fut occupé par des moines syriens (syriaques) à partir du VIIIe siècle (d'où son nom). Depuis le XVIe siècle, il est de nouveau occupé par des moines coptes.
Il est un des lieux dans lequel se déroule le roman Le Signe de Raymond Khouri.